# هانجين
هانجين قروب ((هانغل: 한진 그룹; هانجا: 韓進 그룹; ر.ر: هانجين تشيبول)) هي تكتل كوري جنوبي, أو تشيبول. المجموعة هي شركة قابضة تضم شركة تسويق, هانجين لتسويق (تضم أسواق هانجين), وكوريا للطيران (KAL), أي حصلت عليها في عام 1969. ومع غالبية المصالح في Senator Lines [الإنجليزية] , Hanjin-Senator [الإنجليزية] لديها أكبر سبع حاويات نقل وشركة تسويق في العالم .

## قائمة الشركات الفرعية
- كوريا للطيران (بورصة كوريا : 003490)
- هانجين للشحن (بورصة كوريا : 117930)
- Hanjin Transportation [الإنجليزية] (بورصة كوريا : 005430)
- Korea Airport Service [الإنجليزية] (بورصة كوريا : 002320)

## الشركات الفرعية الأخرى
- JungSeok Enterprise [الإنجليزية] Co.,Ltd
- Hanjin Travel Service [الإنجليزية] Co.,Ltd
- Hanjin Transportation [الإنجليزية] Co., Ltd
- Hanjin Information Systems & Telecommunication [الإنجليزية] Co.,Ltd
- Total Passenger Service System [الإنجليزية] Co.,Ltd
- Jin Air [الإنجليزية] Co.,Ltd
- KAL Hotel Network [الإنجليزية] Co.,Ltd
- Air Total Service [الإنجليزية] Co.,Ltd
- CyberSky [الإنجليزية] Co.,Ltd
- Global Logistics System Korea [الإنجليزية] Co.,Ltd
- Homeo Theraphy
- Hanjin SM [الإنجليزية]
- Cyber Logitec [الإنجليزية] Co.,Ltd
- Inha University [الإنجليزية]
- Korea Aerospace University [الإنجليزية]
- Inha University Hospital [الإنجليزية]
- Jungseok Education Foundation [الإنجليزية]
- Il Woo Foundation [الإنجليزية]
- Uniconverse [الإنجليزية] Co.,Ltd
- الخطوط الجوية التشيكية

## وصلات خارجية
- الصفحة الرئيسية لهانجين (كورية)
- الصفحة الرئيسية لهانجين (إنجليزية)